# Ben van Dael
Ben van Dael (ur. 3 marca 1965 w Swalmen) – holenderski trener piłki nożnej, od października 2018 do sierpnia 2019 trener Zagłębia Lubin, wcześniej krótko asystent Mariusza Lewandowskiego.  